# Бессемер (Алабама)
Бессемер (англ. Bessemer) — місто (англ. city) в США, в окрузі Джефферсон штату Алабама. Населення — 26 019 осіб (2020).

## Історія
Засноване в 1896 році на місці форту Джонсборо місцевим вугільним магнатом Генрі Ф. Де-Бардлебеном, який побудував тут перший сталеливарний завод.
Місто розвивалося як центр великого району металургійної промисловості, назване на честь сера Генрі Бессемера, англійського інженера, який винайшов так званий бесемерівський процес. У 1922 році на доломітовій шахті відбувся великий вибух, внаслідок якого загинуло 100 людей. До 80-х років XX століття чорна металургія, металообробка, виробництво залізничних вагонів відігравали передову роль в економіці міста. Зараз розвинена переважно сфера обслуговування, є виробництво лікарських препаратів, вибухових речовин, будматеріалів, трубопрокат.

## Географія
Бессемер розташований на південний захід від Бірмінгема, на річці Блек-Ворріор за координатами 33°22′15″ пн. ш. 86°58′17″ зх. д. / 33.37083° пн. ш. 86.97139° зх. д. (33.370824, -86.971504).  За даними Бюро перепису населення США в 2010 році місто мало площу 103,64 км², з яких 103,20 км² — суходіл та 0,44 км² — водойми.

### Клімат
| Клімат : Бессемер     | Клімат : Бессемер | Клімат : Бессемер | Клімат : Бессемер | Клімат : Бессемер | Клімат : Бессемер | Клімат : Бессемер | Клімат : Бессемер | Клімат : Бессемер | Клімат : Бессемер | Клімат : Бессемер | Клімат : Бессемер | Клімат : Бессемер | Клімат : Бессемер |
| Показник              | Січ.              | Лют.              | Бер.              | Квіт.             | Трав.             | Черв.             | Лип.              | Серп.             | Вер.              | Жовт.             | Лист.             | Груд.             | Рік               |
| Середній максимум, °C | 12,8              | 15,6              | 20,0              | 24,4              | 28,3              | 32,2              | 33,9              | 33,3              | 30,6              | 25,0              | 19,4              | 14,4              | 23,9              |
| Середній мінімум, °C  | −0,6              | 1,7               | 5,0               | 8,9               | 14,4              | 18,3              | 20,6              | 20,0              | 16,7              | 10,0              | 5,0               | 1,1               | 10,0              |
| Норма опадів, мм      | 142               | 124               | 152               | 124               | 132               | 114               | 130               | 94                | 107               | 94                | 130               | 124               | 1463              |
| --------------------- | ----------------- | ----------------- | ----------------- | ----------------- | ----------------- | ----------------- | ----------------- | ----------------- | ----------------- | ----------------- | ----------------- | ----------------- | ----------------- |
| Джерело: Weatherbase  |                   |                   |                   |                   |                   |                   |                   |                   |                   |                   |                   |                   |                   |

## Демографія
Згідно з переписом 2010 року, у місті мешкало 27 456 осіб у 10 711 домогосподарстві у складі 6972 родин. Густота населення становила 265 осіб/км².  Було 12369 помешкань (119/км²).
Расовий склад населення:
| - 71,2 % — чорних або афроамериканців - 24,3 % — білих - 0,3 % — корінних американців - 0,2 % — азіатів - 3,1 % — осіб інших рас |

До двох чи більше рас належало 0,9 %. Частка іспаномовних становила 4,1 % від усіх жителів.
За віковим діапазоном населення розподілялося таким чином: 24,7 % — особи молодші 18 років, 60,2 % — особи у віці 18—64 років, 15,1 % — особи у віці 65 років та старші. Медіана віку мешканця становила 38,0 року. На 100 осіб жіночої статі у місті припадало 87,7 чоловіків;  на 100 жінок у віці від 18 років та старших — 82,3 чоловіків також старших 18 років.
Середній дохід на одне домашнє господарство  становив 40 982 долари США (медіана — 29 615), а середній дохід на одну сім'ю — 48 447 доларів (медіана — 37 595). Медіана доходів становила 38 818 доларів для чоловіків та 31 849 доларів для жінок. За межею бідності перебувало 32,9 % осіб, у тому числі 51,4 % дітей у віці до 18 років та 16,3 % осіб у віці 65 років та старших.
Цивільне працевлаштоване населення становило 8986 осіб. Основні галузі зайнятості: освіта, охорона здоров'я та соціальна допомога — 20,3 %, роздрібна торгівля — 14,4 %, виробництво — 14,3 %.